# Пункін Яків Григорович
Яків Григорович Пункін (8 грудня 1921, Запоріжжя, Українська РСР — 12 жовтня 1994, Запоріжжя, Україна) — український радянський борець класичного стилю, олімпійський чемпіон. За походженням — єврей.
Ще в довоєнні роки встиг зарекомендувати себе перспективним борцем. З перших днів німецько-радянської війни — на фронті. Пережив полон і нацистські концтабори. Став першопрохідцем запорізьких олімпійців на Іграх 1952 року у Гельсінкі й завоював титул чемпіона з греко-римської боротьби у напівлегкій вазі (62 кг). За це досягнення він отримав звання «Заслужений майстер спорту СРСР». Тренувався в Запоріжжі в клубі «Металург».

## Життєпис
Яків Пункін народився в Запоріжжі 8 грудня 1921 року. У восьмирічному віці він залишився без батька. У 1935 році Яків Пункін став тренуватися в секції французької боротьби (так у ті роки називалася греко-римська боротьба) у тренера Фешотта Олексія Фердинандовича у міському будинку фізкультури. 7 листопада 1937 року в Києві відбулася матчева зустріч між юними динамівцями Запоріжжя і командою борців київського Будинку піонерів. У складі запорізької команди, очолюваної тренером Олександром Полудневим, боровся і Яків Пункін. Зустріч завершилася внічию, але Яків свою зустріч впевнено виграв.
Закінчивши сім класів, у 1937-му році, Яків Пункін отримав першу в житті професію, ставши токарем на заводі ім. Войкова. У 1938 році Пункін переходить працювати на завод № 29 або, як він тоді називався — ім. Баранова (нині, «Мотор — Січ»). У тому ж році Яків отримує перше визнання, як спортсмен — газета «Червоне Запоріжжя» публікує «десятку», так званих рекордсменів області, куди увійшли і два борця — Павло Козін і Яків Пункін. Обидва спортсмени завоювали право увійти в десятку кращих спортсменів року, успішно виступивши в складі збірної команди Запоріжжя на VII командній першості СРСР у квітні 1938 року. У 1939 році Пункін стає призером Центральної ради «Динамо», а потім дебютує на десятому чемпіонаті СРСР в Тбілісі.
22 жовтня 1940 року в Запоріжжі головний суддя особистого чемпіонату України з французької боротьби у Запоріжжі Олексій Фердинандович Фешотт оголосив змагання відкритими. В результаті триденних запеклих поєдинків, жетон чемпіона республіки в напівлегкій ваговій категорії завоював Яків Пункін.
Навчально-спортивним управлінням Всесоюзного комітету у справах фізичної культури і спорту при Раді народних комісарів Союзу РСР за результатами найбільших змагань 1940 року затверджено список "Десяти кращих борців СРСР на 1 січня 1941 року. Восьму сходинку в найлегшій вазі зайняв запорожець Яків Пункін. У тому ж році Пункін закінчує курси тренерів у Києві і стає тренером ДСО «Динамо». Яків продовжує посилено тренуватися і разом зі своїми наставниками Олексієм Фешоттом і Олександром Полудневим планують завоювання нагород на чемпіонатах республіки.
У квітні 1941 року Якова Пункіна закликають в РСЧА і направляють у танкову школу міста Волочиськ в Білорусії. Курсант школи молодших командирів 126 танкового полку 204 моторизованої дивізії 11 мехкорпусу 3 армії Західного особливого військового округу Яків Пункін сумлінно вивчав військову справу. Він освоював стрілецьку зброю і військову техніку, як вірші вчив статути Червоної Армії, а у вільний час готувався до чемпіонату округу з французької боротьби. Яків готовий порадувати своїх командирів, ставши чемпіоном Західного Особливого Військового Округу, який повинен був відбутися в кінці липня в Мінському Будинку офіцерів. Проте все закінчилося 22 червня 1941 року. Почалася Велика Вітчизняна війна.
На початку липня 1941 року Яків Пункін потрапляє в полон. Пройшовши нелюдські випробування протягом 4-х років нацистської неволі, він після звільнення в квітні 1945 року військами союзників, проходить перевірку у перевірочно-фільтровочному таборі НКВС і продовжує службу у складі групи радянських окупаційних військ у Німеччині до 1948 року. Після демобілізації Яків Пункін повертається в рідне Запоріжжя, де і продовжує свій шлях на Олімп. Тренуючись і працюючи тренером з класичної та вільної боротьби в СК «Металург» заводу «Запоріжсталь» Яків здобув 5 золотих медалей чемпіона СРСР, двічі став переможцем Всесвітніх фестивалів молоді і студентів (1951 р. в Берліні в 1953 р. у Бухаресті). У серпні 1952 року Яків Пункін завоював звання чемпіона XV Олімпійських ігор у Гельсінкі з греко-римської боротьби в напівлегкій ваговій категорії (62 кг). Першому Олімпійському чемпіону серед українських борців було присвоєно високе звання — Заслужений майстер спорту СРСР.
З 1961 року Яків Григорович Пункін працював тренером з вільної боротьби, виховавши велику плеяду чудових спортсменів. Він проводив велику роботу по вихованню молоді, виступаючи перед школярами, студентами, трудовими колективами.
12 жовтня 1994 року Яків Григорович Пункін помер. Він похований на центральній алеї Первомайського кладовища Запоріжжя.

## Вшанування пам'яті
У 2006 році Запорізька міська федерація греко-римської боротьби заснувала медаль імені Якова Пункіна, якою нагороджуються борці, тренери та меценати за вагомий внесок у розвиток та популяризацію спортивної боротьби.
У 2017 році у Запоріжжі Якову Пункіну встановили бронзову скульптуру в Парку трудової слави.
У місті Запоріжжя вулицю Дивногірську перейменували на вулицю Якова Пункіна.